# Latma
Latma je izraelské sdružení zabývající se kritikou médií. Je známa především díky svým satirickým divadelním vystoupením, která jsou publikována na internetu, poslední publikované informace o jejich tvorbě jsou z května 2021 na jejich facebookové stránce.
Latma byla založena v roce 2008 skupinou novinářů, kteří se shodli, že "jediným způsobem zlepšení veřejné diskuse v Izraeli je odhalení skutečné tváře zpráv a veškeré novinařiny." Od svého založení skupina předkládá a kritizuje případy, v nichž izraelská média přinesla konzumentům zjevné nesmysly, či se přiklonila k politické levici. Internetová stránka kritizuje média, reportéry, moderátory a novináře. Kritika se soustřeďuje především na zjevně politicky podjaté články, ale zabývá se i jinými novinářskými chybami předních izraelských médií.
Hlavní editorkou Latmy je komentátorka izraelských novin The Jerusalem Post Caroline Glick. Kritiky píší Šuky Blass a Avišaj Ivri. Ředitelem je Šlomo Blass.

## Latma TV
Poslední aktivita na YouTube Latma TV byla v roce 2013.

### Kmenové zprávy
Nejznámější činností skupiny jsou Kmenové zprávy, představení imitující zpravodajskou relaci, v níž vystupuje Ronit Šapira (za svobodna Avrahamof) a Elchanan Even-Chen. CBS News charakterizovala představení jako parodii na hlavní zpravodajskou relaci týdne. "Hlasatel vám sdělí, co si máte myslet, ještě dříve, než jsou prezentována fakta", což se často stává v izraelských médiích.
Podle Caroline Glick byla skupina založena, aby satiricky reagovala na příklon izraelského zpravodajství k levici.
Podle deníku The New York Times Latma je iniciativou washingtonského think-tanku Center for Security Policy.
Scénáře Latmy píše Tal Gil'ad, redaktorem je Avišaj Ivri, režiséři jsou Aviv a Joni Karsutzki, texty písní píší Noam Jacobson a Jehuda Safra. K obsahu dále přispívají Šlomi Catz and Itaj Elicur. Předními herci Latmy jsou Ronit Šapira (za svobodna Avrahamof), Elchanan Even-Chen a Noam Jacobson.

### We Con the World
3. června 2010 Latma publikovala videoklip We Con the World v němž satiricky reagovala na politické záměry aktivistů plavících se na lodi Mavi Marmara. Klip byl parodií na píseň z roku 1985 "We Are the World," od Michaela Jacksona a Lionela Richieho. Tiskový odbor izraelské vlády poslal tento klip novinářům. O tři hodiny později byla novinářům zaslána omluva s tím, že klip byl "publikován omylem." Klip získal tři milióny zhlédnutí, než byl znepřístupněn na stránce YouTube kvůli námitce ze strany vlastníků autorských práv parodované písně. Později byl přístup ke klipu obnoven.

## Ocenění
- Latma získala ocenění Israel Media Watch v roce 2011.[10] Podle Israel Media Watch, Latma vyvažuje levicový sklon hlavních izraelských levicových satirických pořadů.[11]